# Улица Мичурина (Москва)
У́лица Мичу́рина — улица на севере Москвы в районе Северный Северо-Восточного административного округа, соединена с платформой «Долгопрудная» Савёловской железной дороги и с Долгопрудной аллеей.

## Описание
В составе города Долгопрудный получила название в честь Ивана Владимировича Мичурина (1855—1935), биолога и селекционера. На этой улице находилась агрономическая опытная станция. После включения в 1985 году в состав Москвы название сохранилось. К улице Мичурина ведёт дорога от Долгопрудной аллеи.